# Spongiose
Eine Spongiose ist der Kontaktverlust epidermaler Zellen durch eine interzelluläre Ödembildung. Neben der Epidermis können auch Zellen im Bereich der Hautanhangsgebilde betroffen sein.
Spongiosen sind das histologische Merkmal spongiotischer Dermatitiden und treten vor allem bei Ekzemen und anderen entzündlichen Dermatosen auf. Auslöser ist die Einwanderung bestimmter Immunzellen. Histologisch werden je nach vorherrschendem Zelltyp lymphozytäre, eosinophile und neutrophile Spongiosen unterschieden. Selten gehen die Flüssigkeitsansammlungen auf in der Haut lokalisierte Tumoren zurück, beispielsweise kutane Lymphome. Schreitet die Ödembildung nach anfänglicher Schwellung fort, reißen im fortgeschrittenen Stadium die interzellulären Verbindungen, und es bilden sich spongiotische Bläschen. Bei chronischem Verlauf reagiert die Haut mit einer Veränderung der histologischen Struktur.

## Weblink
- Spongiose in Altmeyers Enzyklopädie, abgerufen am 3. Oktober 2021